# Schultheiss (Luzern)
De ambtstitel Schultheiss (Nederlands: schout) werd tot 2007 in het Zwitserse kanton Luzern gedragen door de voorzitter van de Regeringsraad (regeringsleider) van dat kanton. Een vrouwelijke Schultheiss werd Frau Schultheiss genoemd.
In Luzern werd de Schultheiss voor de duur van één jaar gekozen uit het midden van de vijfkoppige Regeringsraad. De Schultheiss gold als de "primus inter pares," dus de "eerste onder de gelijken" en hij of zij is dus niet machtiger dan de overige leden van de Regeringsraad. In 2006 was Anton Schwingruber (CVP) Schultheiß van het kanton Luzern, zijn plaatsvervanger, de Statthalter, was Yvonne Schärli-Gerig (SP). In 2007 is de titel Schultheiss afgeschaft en vervangen door Regierungspräsident, de titel Statthalter werd in 2008 afgeschaft.

## Geschiedenis
Het ambt van Schultheiss dateert uit de middeleeuwen. Vroeger was het ambt ook bekend in andere kantons dan Luzern.
- Tot 1798 en van 1831 tot 1846 werden de voorzitters van de Regeringsraad van het kanton Bern Schultheissen (Frans: avoyers) genaamd en van 1803 tot 1814 werden de voorzitters van de Regeringsraad van Bern Amtschultheissen (Frans: avoyers en charge) genaamd. Daarna werd het ambt vervangen door dat van voorzitter van de Regeringsraad.
- Tot 1798 werden de voorzitters van de Staatsraad van het kanton Fribourg Schultheissen (Frans: avoyers) genaamd. Van 1803 tot 1814 werden de voorzitters van de Staatsraad van Fribourg Erste Schultheissen (Frans: premiers avoyers) genaamd en van 1821 tot 1831 Amtschultheißen (Frans: avoyers en charge). Tussen 1831 en 1847 waren er twee Schultheissen in het kanton Fribourg. Een van hen, de Schultheiss-Staatsratpräsident (Frans: avoyer président du Conseil d'État) stond aan het hoofd van de Staatsraad, terwijl de Schultheiss-Grossratpräsident aan het hoofd stond van de Grote Raad (kantonsparlement). Hierna werd het ambt vervangen door dat van voorzitter van de Staatsraad.
- Tot 1798 en van 1803 tot 1831 werd de voorzitter van de Regeringsraad van het kanton Solothurn aangeduid als Schultheiss. Hierna werd het ambt van voorzitter van de Kleine Raad (1831-1841) ingesteld en daarna dat van Landammann.